# Daniel Kessler
Daniel Alexander Kessler (ur. 25 września 1974 w Londynie w Anglii) – założyciel i gitarzysta amerykańskiej grupy rockowej Interpol. Kessler śpiewa tam także tylne partie wokalne.

## Życiorys
Jego matka jest Angielką, a ojciec Amerykaninem. Urodził się w Londynie, gdzie mieszkał do 6 roku życia. W 1980 przeniósł się do małego miasteczka we Francji, godzinę drogi od Paryża. Gdy miał 11 lat rodzina przeniosła się do USA. W szkole średniej zaczął uczyć się gry na gitarze. Później mieszkał w Waszyngtonie, a od 1994 w Nowym Jorku.
Pracował dla takich wytwórni jak Big Cat, Beggars Banquet, Jetset Records i Caipirinha Records. W połowie 2001 r. objął prowadzenie (został dyrektorem generalnym) nad nowo tworzonym amerykańskim biurem Domino Records. Obecnie, od 2006 r. mieszka w dzielnicy Lower East Side w Nowym Jorku.
Jego obecną dziewczyną jest Valeria Bilello, włoska dziennikarka.